# دى ليون (تكساس)
دى ليون (بالإنجليزية: De Leon)‏ هي مدينة أمريكية تقع في ولاية تكساس.تبلغ مساحة هذه المدينة 5.4 (كم²)،ويبلغ عدد سكانها 2433 نسمة حسب إحصاء سنة 2010 م. تشير إحصاءات سنة 2000م بأن الكثافة السكانية في هذه المدينة تقدر بـ(453.7) نسمة/كم2.

## التركيبة السكانية
حدّد مكتب تعداد الولايات المتحدة بيانات التركيبة السكانية لدى ليون في تعداد الولايات المتحدة. في ما يلي، التركيبة السكانية حسب تعدادي 2000 و2010.

### تعداد عام 2000
بلغ عدد سكان دى ليون 2,433 نسمة بحسب تعداد عام 2000، وبلغ عدد الأسر 949 أسرة وعدد العائلات 605 عائلة مقيمة في المدينة. في حين سجلت الكثافة السكانية 418.8 نسمة لكل كيلومتر مربع (1,084.7/ميل2). وبلغ عدد الوحدات السكنية 1,127 وحدة بمتوسط كثافة قدره 194 لكل كيلومتر مربع (502.5/ميل2).
وتوزع التركيب العرقي للمدينة بنسبة 86.72% من البيض و0.12% من الأمريكيين الأفارقة و0.29% من الأمريكيين الأصليين و0.04% من الأمريكيين ذوي الأصول الآسيوية و0.04% من سكان جزر المحيط الهادئ و10.69% من الأعراق الأخرى و2.10% من عرقين مختلطين أو أكثر و27.54% من الهسبانيون أو اللاتينيون من أي عرق.
بلغ عدد الأسر 949 أسرة كانت نسبة 34.7% منها لديها أطفال تحت سن الثامنة عشر تعيش معهم، وبلغت نسبة الأزواج القاطنين مع بعضهم البعض 48.6% من أصل المجموع الكلي للأسر، ونسبة 10.6% من الأسر كان لديها معيلات من الإناث دون وجود شريك، بينما كانت نسبة 4.5% من الأسر لديها معيلون من الذكور دون وجود شريكة وكانت نسبة 36.2% من غير العائلات. تألفت نسبة 33.5% من أصل جميع الأسر من عدة أفراد يعيشون في نفس المنزل ونسبة 21.8% كانت تتألف من شخص يعيش بمفرده يبلغ من العمر 65 عاماً أو أكثر. وبلغ متوسط حجم الأسرة المعيشية 2.47، أما متوسط حجم العائلات فبلغ 3.16.
بلغ العمر الوسطي للسكان 37.6 عاماً. وكانت نسبة 28% من القاطنين تحت سن الثامنة عشر، وكانت نسبة 7% بين الثامنة عشر والرابعة والعشرين عاماً، ونسبة 23.4% كانت واقعةً في الفئة العمرية ما بين الخامسة والعشرين والرابعة والأربعين عاماً، ونسبة 19.3% كانت ما بين الخامسة والأربعين والرابعة والستين، ونسبة 18.5% كانت ضمن فئة الخامسة والستين عاماً فما فوق. يوجد لكل 100 أنثى 89.6 ذكر، ويوجد لكل 100 أنثى في الثامنة عشر من عمرها فما فوق 83.9 ذكر.
بلغ متوسط دخل الأسرة في المدينة 19,563 دولارًا، أما متوسط دخل العائلة فبلغ 29,167 دولارًا. وكان متوسط دخل الذكور 25,802 دولارًا مقابل 19,583 دولارًا للإناث. وسجل دخل الفرد الخاص بالمدينة 11,451 دولارًا. وكانت نسبة 23.4% من العائلات ونسبة 25.8% من السكان تحت خط الفقر، وكان من هؤلاء نسبة 34.6% تحت سن الثامنة عشر ونسبة 20.1% في الخامسة والستين من العمر وما فوق.

### تعداد عام 2010
بلغ عدد سكان دى ليون 2,246 نسمة بحسب تعداد عام 2010، وبلغ عدد الأسر 904 أسرة وعدد العائلات 570 عائلة مقيمة في المدينة. في حين سجلت الكثافة السكانية 386.6 نسمة لكل كيلومتر مربع (1,001.3/ميل2). وبلغ عدد الوحدات السكنية 1,094 وحدة بمتوسط كثافة قدره 188.3 لكل كيلومتر مربع (487.7/ميل2).
وتوزع التركيب العرقي للمدينة بنسبة 90.47% من البيض و0.31% من الأمريكيين الأفارقة و0.80% من الأمريكيين الأصليين و0.18% من الأمريكيين ذوي الأصول الآسيوية و6.50% من الأعراق الأخرى و1.74% من عرقين مختلطين أو أكثر و28.72% من الهسبانيون أو اللاتينيون من أي عرق.
بلغ عدد الأسر 904 أسرة كانت نسبة 35.5% منها لديها أطفال تحت سن الثامنة عشر تعيش معهم، وبلغت نسبة الأزواج القاطنين مع بعضهم البعض 44% من أصل المجموع الكلي للأسر، ونسبة 14.5% من الأسر كان لديها معيلات من الإناث دون وجود شريك، بينما كانت نسبة 4.5% من الأسر لديها معيلون من الذكور دون وجود شريكة وكانت نسبة 36.9% من غير العائلات. تألفت نسبة 33.6% من أصل جميع الأسر من عدة أفراد يعيشون في نفس المنزل ونسبة 16.9% كانت تتألف من شخص يعيش بمفرده يبلغ من العمر 65 عاماً أو أكثر. وبلغ متوسط حجم الأسرة المعيشية 2.44، أما متوسط حجم العائلات فبلغ 3.14.
بلغ العمر الوسطي للسكان 39.9 عاماً. وكانت نسبة 27.1% من القاطنين تحت سن الثامنة عشر، وكانت نسبة 7.7% بين الثامنة عشر والرابعة والعشرين عاماً، ونسبة 22% كانت واقعةً في الفئة العمرية ما بين الخامسة والعشرين والرابعة والأربعين عاماً، ونسبة 25.6% كانت ما بين الخامسة والأربعين والرابعة والستين، ونسبة 17.6% كانت ضمن فئة الخامسة والستين عاماً فما فوق. وتوزع التركيب الجنسي للسكان بنسبة 46.2% ذكور و53.8% إناث.

## المناخ
يظهر الجدول التالي التغييرات المناخية على مدار السنة لدى ليون:
| البيانات المناخية لـدى ليون       | البيانات المناخية لـدى ليون | البيانات المناخية لـدى ليون | البيانات المناخية لـدى ليون | البيانات المناخية لـدى ليون | البيانات المناخية لـدى ليون | البيانات المناخية لـدى ليون | البيانات المناخية لـدى ليون | البيانات المناخية لـدى ليون | البيانات المناخية لـدى ليون | البيانات المناخية لـدى ليون | البيانات المناخية لـدى ليون | البيانات المناخية لـدى ليون | البيانات المناخية لـدى ليون |
| الشهر                             | يناير                       | فبراير                      | مارس                        | أبريل                       | مايو                        | يونيو                       | يوليو                       | أغسطس                       | سبتمبر                      | أكتوبر                      | نوفمبر                      | ديسمبر                      | المعدل السنوي               |
| --------------------------------- | --------------------------- | --------------------------- | --------------------------- | --------------------------- | --------------------------- | --------------------------- | --------------------------- | --------------------------- | --------------------------- | --------------------------- | --------------------------- | --------------------------- | --------------------------- |
| متوسط درجة الحرارة الكبرى °ف (°م) | 50 (10)                     | 60 (16)                     | 73 (23)                     | 83 (28)                     | 83 (28)                     | 93 (34)                     | 97 (36)                     | 99 (37)                     | 86 (30)                     | 79 (26)                     | 70 (21)                     | 60 (16)                     | 78 (26)                     |
| متوسط درجة الحرارة الصغرى °ف (°م) | 27 (−3)                     | 28 (−2)                     | 45 (7)                      | 52 (11)                     | 59 (15)                     | 62 (17)                     | 67 (19)                     | 71 (22)                     | 58 (14)                     | 49 (9)                      | 38 (3)                      | 28 (−2)                     | 49 (9)                      |
| الهطول إنش (مم)                   | 1.3 (33)                    | 2.4 (61)                    | 2.7 (69)                    | 2.3 (58)                    | 4.4 (110)                   | 4.1 (100)                   | 2.6 (66)                    | 2.8 (71)                    | 2.5 (64)                    | 3.6 (91)                    | 1.9 (48)                    | 1.2 (30)                    | 32 (810)                    |
| المصدر: Weatherbase               |                             |                             |                             |                             |                             |                             |                             |                             |                             |                             |                             |                             |                             |

## أعلام
- بليك جدعون
- تيكس إيرفين
- سيد ميلر